# Нуно Альвареш Перейра де Мелу, 1-й герцог Кадавал
Нуну II Алвареш Перейра де Мелу (4 ноября 1638, Эвора — 29 января 1727, Лиссабон) — португальский дворянин, военный и государственный деятель, 4-й маркиз де Феррейра и 5-й граф де Тентугал, владевший Тентугалом (1645—1727), 1-й герцог де Кадавал (1645—1727). Коннетабль Португалии (1668—1727).

## Биография
Старший сын Франсишку II Алвареша Перейры де Мелу (1588—1645), 3-го маркиза де Феррейра и 4-го графа де Тентугал (1597—1645), и Жуаны де Пиментел (ум. 1657).
Активный участник войны за независимость Португалии от Испании (1637—1668).
В 1645 году после смерти своего отца унаследовал его титулы маркиза де Феррейра и графа де Тентугал, вступив во владения Феррейрой и Тентугалом.
В том же 1645 году король Португалии Жуан IV Восстановитель (1640—1656) передал Нуну Алварешу Перейре де Мелу титул герцога де Кадавала. В 1668 году португальские кортесы вручили ему должность коннетабля Португалии.
В июне 1670 года вошел в состав совета по заморским территориям.
В 1707 году герцог де Кадавал был назначен главнокомандующим португальской армии.

## Семья и дети
Был трижды женат. 29 декабря 1660 года в Эворе первым браком женился на Марии де Фаро (1635—1664), графине де Фейра и Одемира, вдове с 1658 года Жуана Фориаша Перейры Пиментеля, 8-го графа Фейра, дочери Франсиско де Фаро (1600—1661), 7-го графа де Одемира, и Марианны де Сильвейра и Суареш.
- сын, умер в 1663
- сын, умер в 1664
- Жуана (1661—1669), графиня де Тентугал, де Фаро и де Одемира

7 февраля 1671 года в Париже вторично женился на французской принцессе Марии Анжелике де Лоррен-Аркур (1646—1674), дочери Франсуа Луи де Лоррена, графа д’Аркура, и Анны д’Орнано (ум. 1695). Дети от второго брака:
- Франсиско (род. и ум. 1674)
- Изабелла Генриетта (1672—1699)

25 июля 1675 года в Версале в третий раз женился на французской принцессе Маргарите де Лоррен-Арманьяк (1662—1730), дочери Луи де Лоррена, графа д’Арманьяка, и Екатерины де Нёвиль (1639—1707). Дети и от третьего брака:
- Франсиско (1677—1678)
- Луиш Амброзио[порт.] (1679—1700), титулярный (2-й) герцог Кадавал
- Жайме I (1 сентября 1684 — 25 мая 1749), 3-й герцог Кадавал
- Алваро (1685—1701)
- Родриго (1688—1713), маркиз де Кадавал
- Катарина (род. ум. 1678)
- Анна (1681—1721)
- Евгения Роза (1683—1724)
- Жуана (1687 — после 1740)
- Филиппа Анжелика (1694—1713)